# A24 (Zwitserland)
De A24 in Zwitserland is een korte autoweg met een totale lengte van 3,5 kilometer, en loopt vanaf het knooppunt met de A2 bij Mendrisio naar Stabio, vanwaar de H394 verder loopt naar Varese in Italië met aansluiting op de Italiaanse A60.
Voorheen behoorde de weg tot het kanton Ticino en had geen wegnummer. Sinds de overdracht van de weg aan de federale overheid in 2020 is de weg als A24 genummerd en maakt samen met de H394 deel uit van de Nationalstrasse 24 (N24).